# 波音737新世代
波音737新世代（英語：Boeing 737 Next Generation），通常缩写为737NG，包括737-600、-700、-800及-900四个型号。它是第三代737系列客機， 用於取代舊的737经典型（-300、-400及-500系列）。这一系列飞机多为中短程窄体喷气式飞机，1996年起由波音商用飞机生产。737NG的主要競爭對手是空中客车A320系列。截至2019年7月31日，波音共交付了7040架737NG，當中大部分是-800系列，佔超過5000架。
波音737 MAX系列是737NG的後繼者，首架737 MAX在2017年交付。

## 设计和发展

### 背景
為了對抗空中巴士A320的多項技術創新例如線傳飛控和侧杆控制，波音於1991年開始研發一種升級型飛機。經過市場調查後，於1993年11月17日發布了737 Next Generation（NG）計畫。波音737NG包含600型、700型、800型和900型四種，是波音737迄今為止最重大的升級。從其機身和性能來看，波音737NG可以算是一種全新的飛機，但和舊型之間很重要的共同點是保留了波音737CL系列的基本外形。波音737NG的機翼也有重大改進：翼面積增加了25%、翼展增加了16英尺（4.88公尺），載油量也因此增加30%，並換裝了更安靜、更省油的CFM56-7BE發動機。這些改進結合起來，使波音737的飛行距離增加了900海浬，令飛越大陸成為可能，並在2001年以後可選配翼尖小翼以減少油耗(除了 -600型)。2005年以後製造的737移除了觀星窗。總共有10架波音737NG參與飛機適航測試：3架600型、4架700型、3架800型。

### 機內設計

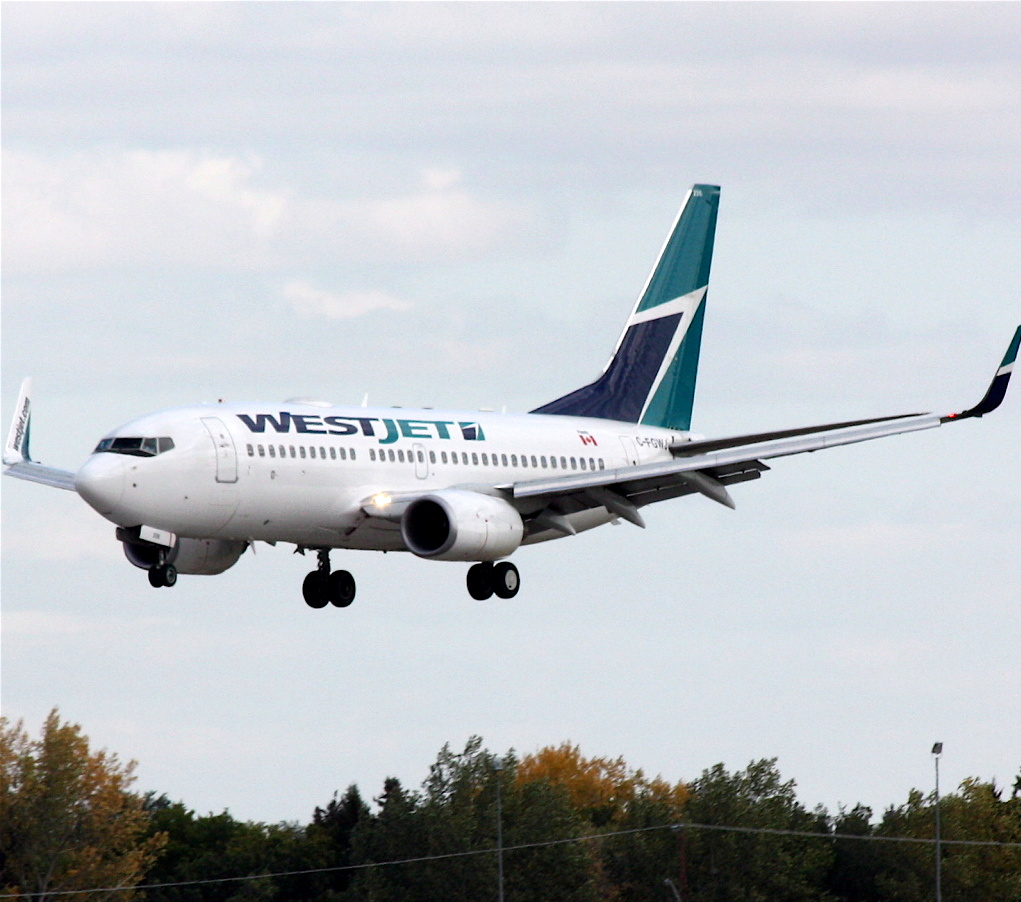
西捷航空737-700降落於加拿大

波音737NG的客艙設計比起舊型的737更加精進。其內裝使用波音757-200和波音737的傳統典型設計，並融入波音777的一些設計特點。最明顯的是更大更圓的頭頂行李箱和和圓弧型的天花板。這種設計後來也成了波音757-300的標準內裝。
在2010年，波音737NG的客艙內裝又被升級至類似波音787的設計，即「波音天空樣式」（Boeing Sky Interior）；採用了新的樞軸旋轉頭頂行李箱、新的客艙內壁、新的乘客服務單元（passenger service units）和新的LED照明。

### 量產與測試
1996年12月8日，第一架波音737NG進行公開展示，這是一架700型的波音737NG。這架飛機在1997年2月9日首飛，由Mike Hewett和Ken Higgins駕駛。而800型的原型在1997年6月30日首度展示；同年7月31日由Jim McRoberts和Ken Higgins進行首飛。最小的600型則在1997年12月首次展示、1998年1月22日首飛，並在1998年8月18日獲得FAA的適航認證。

### 投入服務
2008年7月，波音提供了737系列碳纖維煞車配備，更換傳統金屬煞車不但煞車性能更高且讓飛機減重了700公斤。
2006年8月21日，天空新聞台報導1994至2002年間建造的737有部分零件瑕疵，報導稱有員工反映了該瑕疵但是波音並沒有採取行動。
波音計畫每月生產31.5-35架737，於2012至2013年每月的生產量達38架之高。

## 型号

### 737-600

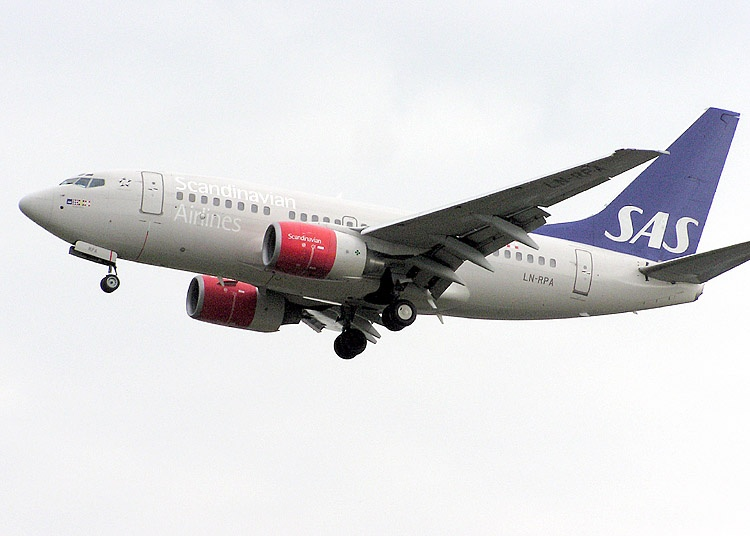
北欧航空 737-600

B737-600是在B737-200/-500基础上的缩短版，装配有737NG的现代技术，直接取代波音737-500并且和A318作競爭的機種。這是唯一一款仍在生產但不提供小翼作配備選項的波音737。B737-600项目于1996年3月16日启动，1998年1月22日首飞，同年9月被交付给第一个客户北欧航空。
通常B737-600装配有100个乘客座位，最大可以增加到132个。飞机造价5000到5700万美元。到2009年7月，波音已经交付了69架B737-600。

### 737-700

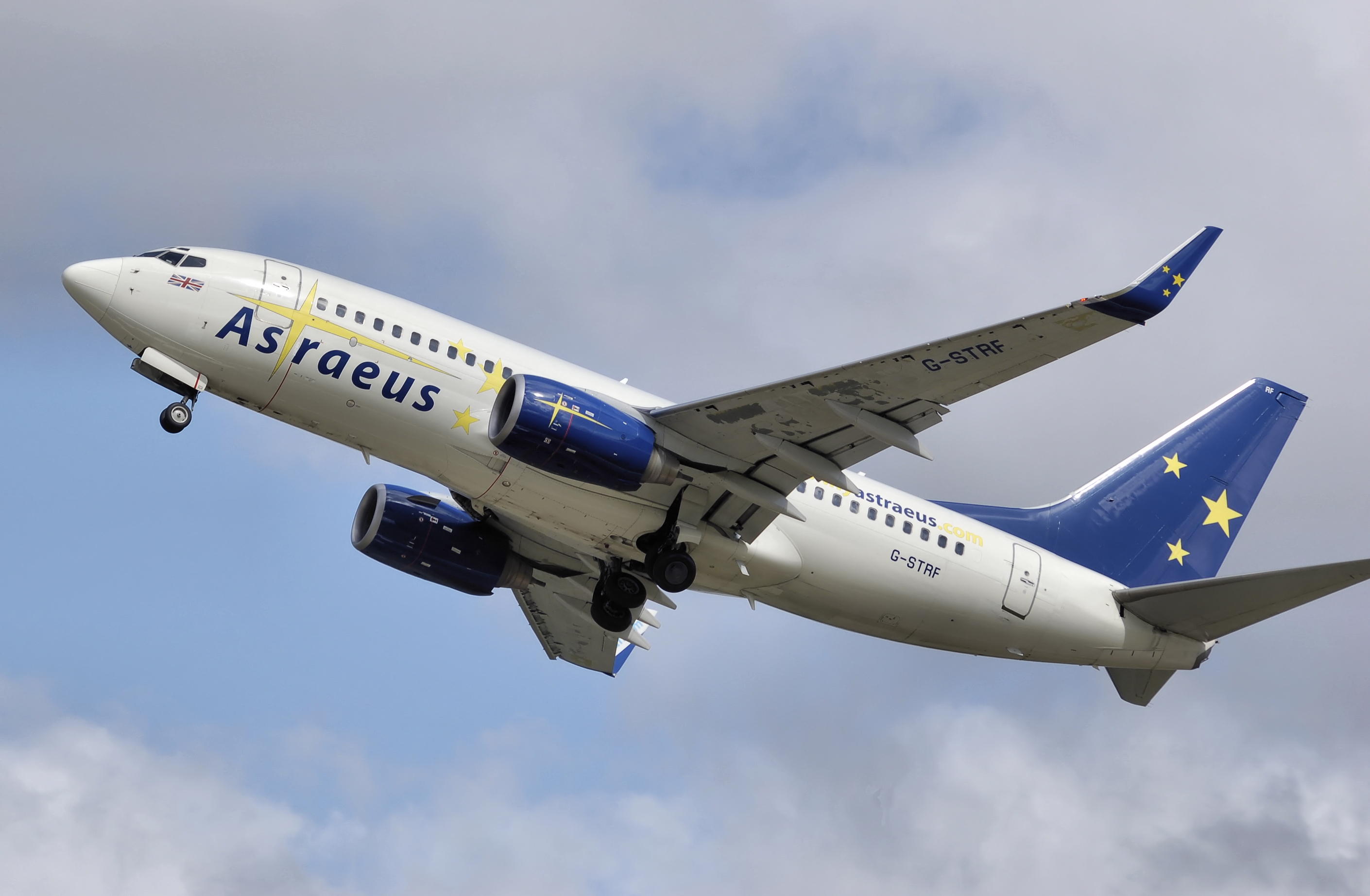
737-700

波音737-700是737NG系列的第一个计划，机身长度比B737-300长两个舷窗的长度。B737-700于1997年11月试飞，12月被交付给第一个客户美国西南航空。这款飞机被用来替代早期的B737-300，直接竞争对手是空中巴士A319。二级座舱配置可搭载137名乘客，全经济舱配置可搭载149名乘客。
到2008年12月，波音收到1511架B737-700订单并交付了其中的994架。这款飞机造价5700万到6750万美元。
B737-700C
737-700C（C =Convertible，意为“可转换的”）是一款改装的B737-700，它可以在不到一个小时的时间内快速的从客机改装成货机（反之亦然）。它配有经过强化的B737-BBJ的机翼。单级座舱配置可搭载140名乘客，二级座舱配置可容纳126名乘客。全货仓配置下可搭载18,780公斤以上的货物飞行5,335公里（2,880海里）。B737 -700C在主甲板配备了新研制的货舱门。第一架和第二架货运B737-700C于1997年9月3日由给美国海军订购。军用版被称为波音C-40“飞剪船”运输机。到2009年7月，波音已经将12架B737-700C交付给三个客户。
737-700ER
2006年波音發布了737-700ER版本。波音737-700ER是737-700的改装版，它的最大起飞重量增加了7.5吨，航程达10,200公里。为此B737-700ER装配有B737-800的主起落架和机翼。这些空气动力学和结构上的改变在很大程度上奠定了B737-BBJ型的基础。该计划于2006年1月31日伴随着全日空的换购正式启动（全日空将预定的两架B737-700换成两架B737-700ER），并于2007年3月交付。
全日空是该型号的首个客户。B737-700ER投入该公司东京孟买航线运行。全日空並首開先例進行跨國班機中全機配商務艙。
该机型的主要竞争对手是空中巴士A319LR。

### 737-900

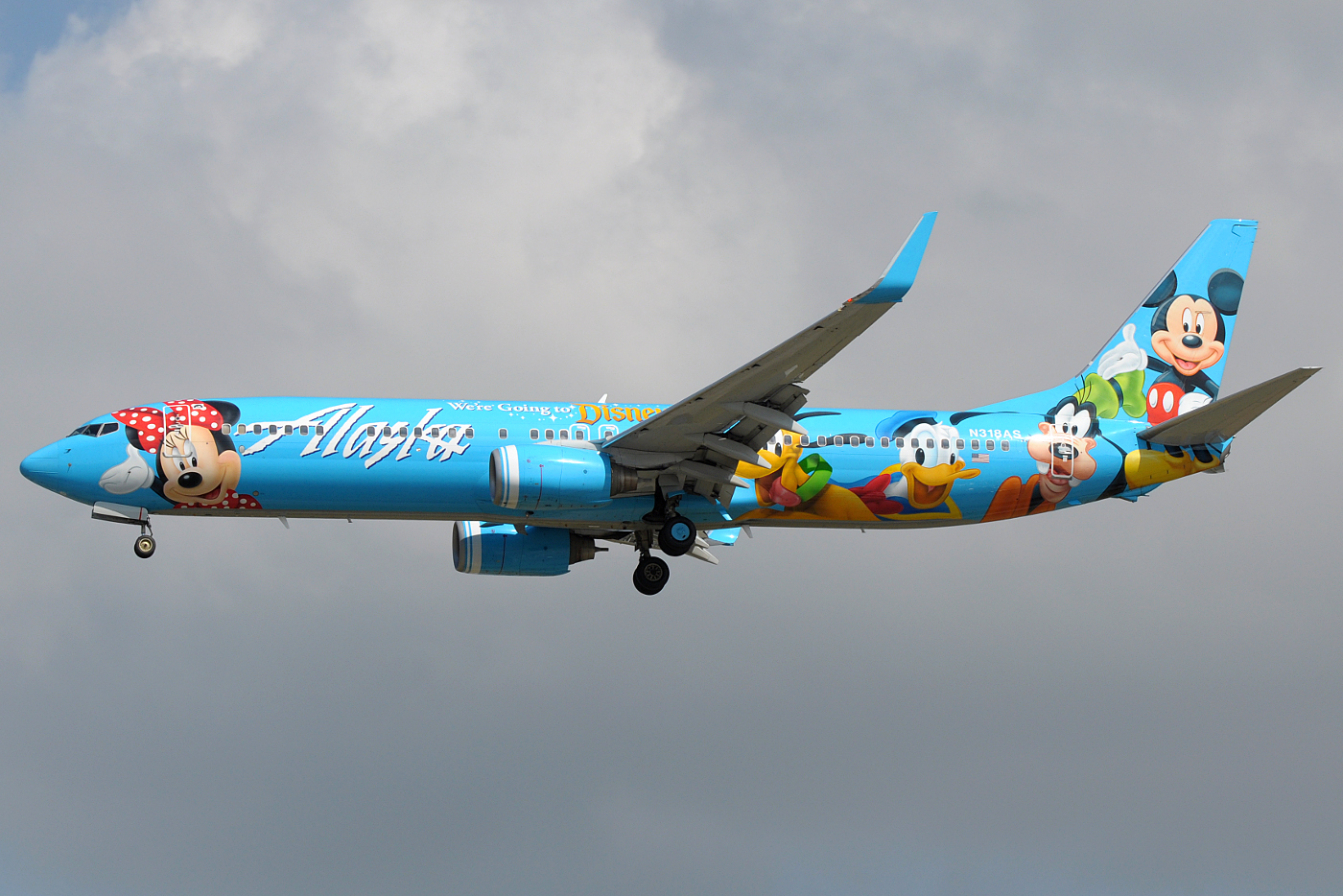
阿拉斯加航空的一架非延程型737-900

推出737-800之后，波音公司推出加长型的737-900。由于舱门排布与737-800相似，波音737-900的载客量限制在两舱布局177座以内或全经济舱189座以内；737-900的最大起飞重量及燃料容量也与737-800相同，这使得B737-900难以与空中客车A321竞争。阿拉斯加航空于1997年成为737-900型的首发用户，并于2001年5月15日接收首架。

#### 737-900ER

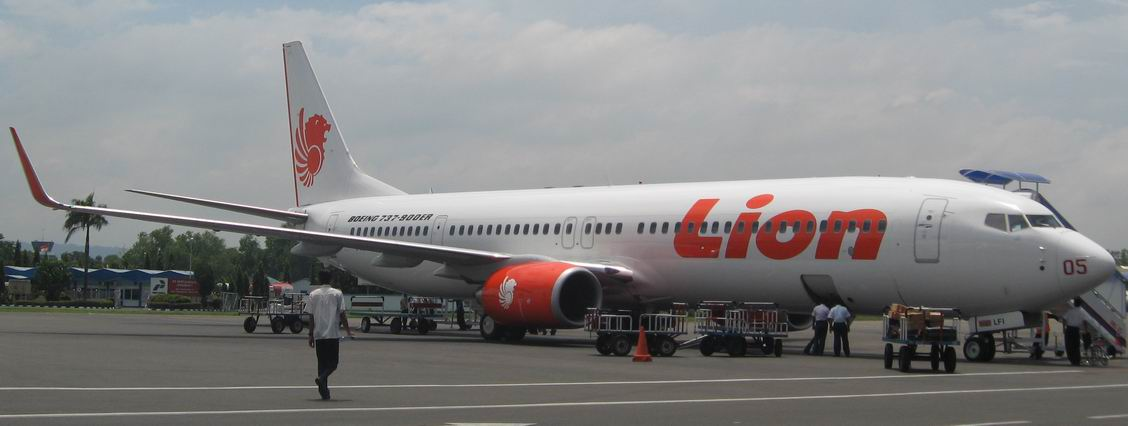
印尼獅子航空的737-900ER

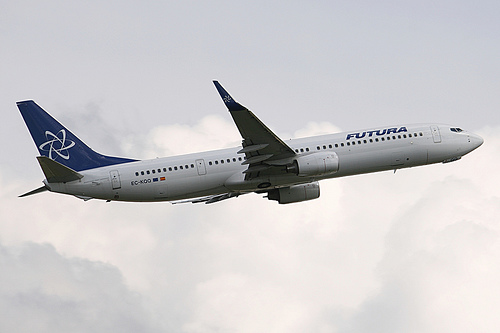
的737-900ER，可见主翼后方增加的一对大型安全门（与-900型相比）

波音737-900ER是在737-900的基础上改进而来的延程型号，航程与载客量都有所提高，计划中曾被称为737-900X。相比非延程型737-900，该型号改用平面的机尾耐压舱壁，这使得737-900ER的最大载客量增至两舱布局180座或全经济舱布局215座，因此，737-900ER在主翼后方多加安装了一对I型舱门以满足FAA对逃生速度的要求，不過採用185座或更少座位佈局的航空公司可以選擇取消這對艙門。该型号为空中巴士A321的直接竞争对手。此外，737-900ER也可选装辅助油箱。737-900ER的公務機型號被稱為BBJ3。
2006年8月8日，第一架737-900ER自波音伦顿工厂出厂，2007年4月27日交付给该型号的启动用户印尼狮子航空。截至2013年3月，波音公司共交付了52架非延程型737-900，162架737-900ER以及6架BBJ3公务机，同时还有366架737-900ER以及一架BBJ3公务机尚未交付。

### 軍用型號
- E-737空中預警機
- 波音C-40“快船”运输机
- P-8 Poseidon

### 波音公務機
波音公務機（Boeing Business Jet，簡稱BBJ）最初指波音737新世代的公務機版本。然而，早在1980年代末期，波音公司就已宣佈波音737-300的公務機改型波音77-33，惟此名稱存在時間很短。推出737新世代之後，波音公司推出了以737新世代為基礎的波音公務機，首個型號是由737-700改進而來的BBJ1。第一架BBJ公務機於1998年8月11日出廠，同年9月4日首飛。
1999年10月11日，波音公司在737-800的基礎上推出了BBJ2，但航程比BBJ1略短。2008年，波音737-900ER的公務機型號BBJ3問世。

## 客户
截至2010年6月，3119架波音737客机用于商用服务。这包括62架600s，1019架700s，1915架800s和123架900s。

## 订单和交付情况
注：737-800交付狀況請見波音737-800
| 型號         | 訂單  | 訂單 | 交貨  | 交貨 | 交貨 | 交貨 | 交貨 | 交貨 | 交貨 | 交貨 | 交貨 | 交貨 | 交貨 | 交貨 | 交貨 | 交貨 | 交貨 | 交貨 | 交貨 | 交貨 | 交貨 | 交貨 | 交貨 | 交貨 | 交貨 | 交貨 | 交貨 | 交貨 | 交貨 |
| 一般型       | 總量  | 取消 | 總量  | 2022 | 2021 | 2020 | 2019 | 2018 | 2017 | 2016 | 2015 | 2014 | 2013 | 2012 | 2011 | 2010 | 2009 | 2008 | 2007 | 2006 | 2005 | 2004 | 2003 | 2002 | 2001 | 2000 | 1999 | 1998 | 1997 |
| ------------ | ----- | ---- | ----- | ---- | ---- | ---- | ---- | ---- | ---- | ---- | ---- | ---- | ---- | ---- | ---- | ---- | ---- | ---- | ---- | ---- | ---- | ---- | ---- | ---- | ---- | ---- | ---- | ---- | ---- |
| 737-600      | 69    | —    | 69    | —    | —    | —    | —    | —    | —    | —    | —    | —    | —    | —    | —    | —    | —    | —    | 10   | 3    | 3    | 6    | 5    | 4    | 6    | 24   | 8    | —    | —    |
| 737-700      | 1,128 | —    | 1,128 | —    | —    | —    | —    | 2    | 4    | 6    | 7    | 11   | 12   | 7    | 43   | 23   | 51   | 61   | 101  | 103  | 93   | 109  | 80   | 71   | 85   | 75   | 96   | 85   | 3    |
| 737-700C     | 5     | —    | 5     | —    | —    | —    | —    | —    | —    | 2    | —    | —    | —    | —    | —    | —    | —    | 1    | —    | —    | —    | —    | —    | —    | 2    | —    | —    | —    | —    |
| 737-900      | 52    | —    | 52    | —    | —    | —    | —    | —    | —    | —    | —    | —    | —    | —    | —    | —    | —    | —    | —    | —    | 6    | 6    | 11   | 8    | 21   | —    | —    | —    | —    |
| 737-900ER    | 505   | —    | 505   | —    | —    | —    | 22   | 34   | 37   | 52   | 73   | 70   | 67   | 44   | 24   | 15   | 28   | 30   | 9    | —    | —    | —    | —    | —    | —    | —    | —    | —    | —    |
| (商用客機)   | 6,750 | 2    | 6,748 | —    | —    | 2    | 50   | 305  | 438  | 471  | 476  | 467  | 426  | 402  | 359  | 361  | 362  | 282  | 334  | 278  | 206  | 199  | 165  | 209  | 282  | 284  | 237  | 150  | 3    |
| 737-700W     | 14    | —    | 14    | —    | —    | —    | —    | —    | —    | —    | —    | —    | —    | —    | —    | 2    | 2    | —    | —    | 5    | 2    | 1    | 1    | 1    | —    | —    | —    | —    | —    |
| 737-800A     | 191   | 26   | 165   | 9    | 16   | 14   | 17   | 18   | 17   | 18   | 15   | 13   | 8    | 9    | 5    | 1    | 3    | 2    | —    | —    | —    | —    | —    | —    | —    | —    | —    | —    | —    |
| C-40A        | 17    | —    | 17    | —    | —    | —    | 2    | —    | —    | 1    | —    | 2    | —    | —    | 1    | 2    | —    | —    | —    | 1    | —    | 2    | —    | 2    | 1    | 3    | —    | —    | —    |
| C-40B/C      | 9     | —    | 9     | —    | —    | —    | —    | —    | —    | —    | —    | —    | —    | —    | 1    | —    | —    | —    | 1    | 2    | —    | —    | 2    | 1    | 1    | 1    | —    | —    | —    |
| (軍用機)     | 231   | 26   | 205   | 9    | 16   | 14   | 19   | 18   | 17   | 19   | 15   | 15   | 8    | 9    | 7    | 5    | 5    | 2    | 1    | 8    | 2    | 3    | 3    | 4    | 2    | 4    | —    | —    | —    |
| BBJ 737-700  | 113   | —    | 113   | 1    | —    | —    | 1    | 1    | —    | —    | 3    | 1    | 5    | 2    | 6    | 4    | 4    | 4    | 5    | 7    | 3    | 3    | 1    | 7    | 12   | 10   | 25   | 8    | —    |
| BBJ 737-800  | 23    | —    | 23    | —    | 2    | —    | —    | —    | —    | —    | —    | 2    | 1    | 2    | —    | 2    | —    | 1    | —    | 2    | 1    | —    | 3    | 2    | 5    | —    | —    | —    | —    |
| BBJ 737-900  | 7     | —    | 7     | —    | —    | —    | —    | —    | —    | —    | 1    | —    | —    | —    | —    | 4    | 1    | 1    | —    | —    | —    | —    | —    | —    | —    | —    | —    | —    | —    |
| (私人專機型) | 143   | —    | 143   | 1    | 2    | —    | 1    | 1    | —    | —    | 4    | 3    | 6    | 4    | 6    | 10   | 5    | 6    | 5    | 9    | 4    | 3    | 4    | 9    | 17   | 10   | 25   | 8    | —    |
| (737 NG)     | 7,124 | 28   | 7,096 | 10   | 18   | 16   | 70   | 324  | 455  | 490  | 495  | 485  | 440  | 415  | 372  | 376  | 372  | 290  | 330  | 302  | 212  | 202  | 173  | 223  | 299  | 280  | 278  | 166  | 3    |

更新至2022年11月6日。

## 品管事件
2018年下旬開始的兩起高死傷空難暴露出波音737 MAX於設計上的問題後全球停飛，同為737體系的飛機被各航空公司加強關注與體檢，2019年10月路透社引述波音公司的訊息，稱在9月下旬為中國公司使用的737 NG系列客機進行改裝時，在撥叉「Pickle Fork」上發現結構性裂縫，長期發展可能導致空中解體。之後美國官方下令檢查全美165架波音737 NG型客機。波音表示對給航空公司造成的影響深表遺憾，希望積極與客戶合作解決「結構性裂縫」問題。
同月美國西南航空證實檢查過程發現旗下2架飛機同處有裂縫停飛，巴西高爾航空也預防性緊急停飛11架同型客機。韓國三家航空公司也停飞13架出現结构性裂缝的波音737NG客機。11月份韓國媒體首次公布了裂紋零件照片於媒體上，也都發生在连接机翼和机身的拨叉结构，拨叉是主要的承重元件，顯示在設計階段的力學計算可能就有錯誤，才會發生不同飛機在同一部位都斷裂。

## 意外和空难

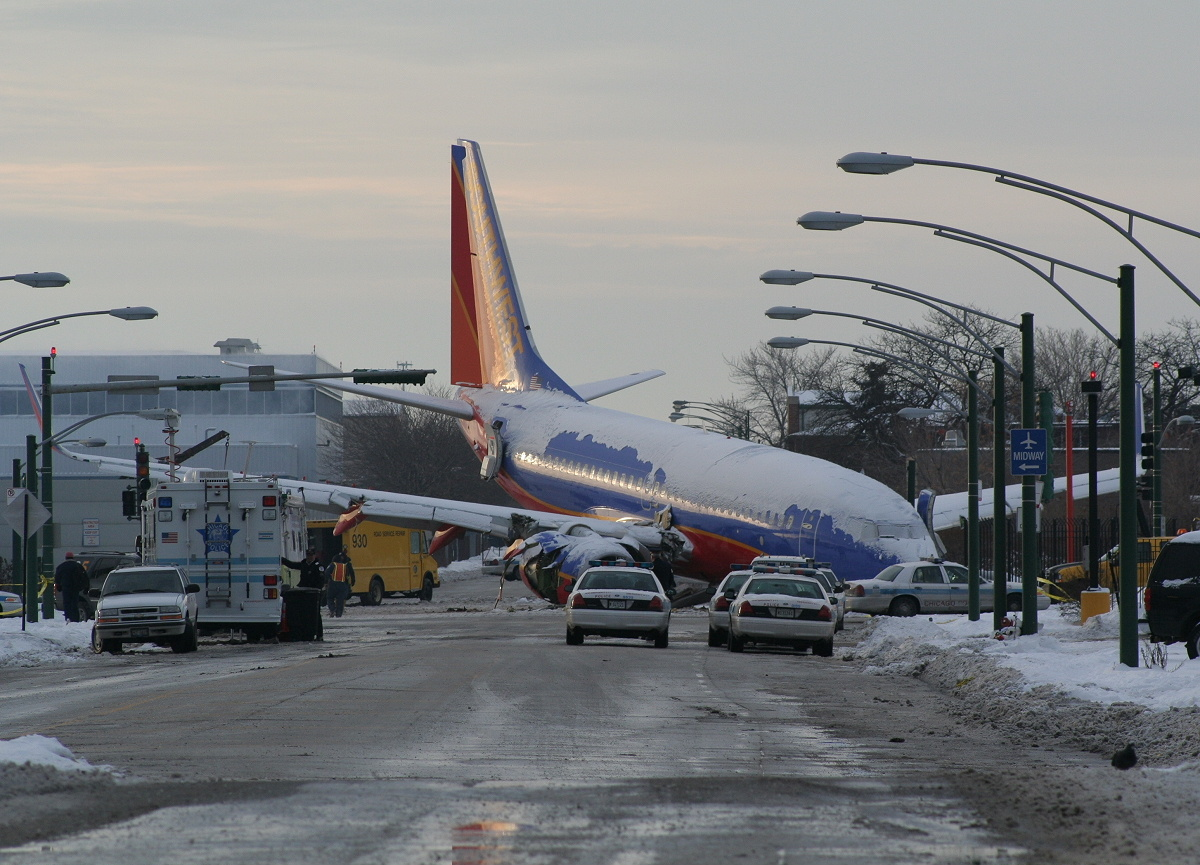
西南航空1248号班机

根據Aviation Safety Network的資料，波音737NG發生過9次全機毀損意外，且遭遇過7次劫機，總共造成708人死亡。
- 2005年12月8日，執飛西南航空1248号班机的一架波音737-700，於芝加哥中途國際機場降落時在大雪中滑出跑道。飛機隨後衝到公路上並撞上一輛汽車，造成一名6歲男童死亡。另有數名乘客和地面人員受傷。
- 2006年9月29日，執飛戈尔航空1907号班机的一架波音737-800SFP，在亚马孙州州府玛瑙斯飞往巴西利亞途中，与一架巴西航空工业莱格塞600（Embraer Legacy 600）型飞机相撞并坠毁。机上6名机组人员和148名乘客全部罹难。這起事故後來被製作成空中浩劫第五季的其中一集。
- 2007年5月5日，執飛肯尼亚航空507号班机的一架波音737-800，載有105名乘客和9名機組人員，自杜阿拉國際機場起飛後不久即墜毀在一處沼澤中。無人生還。

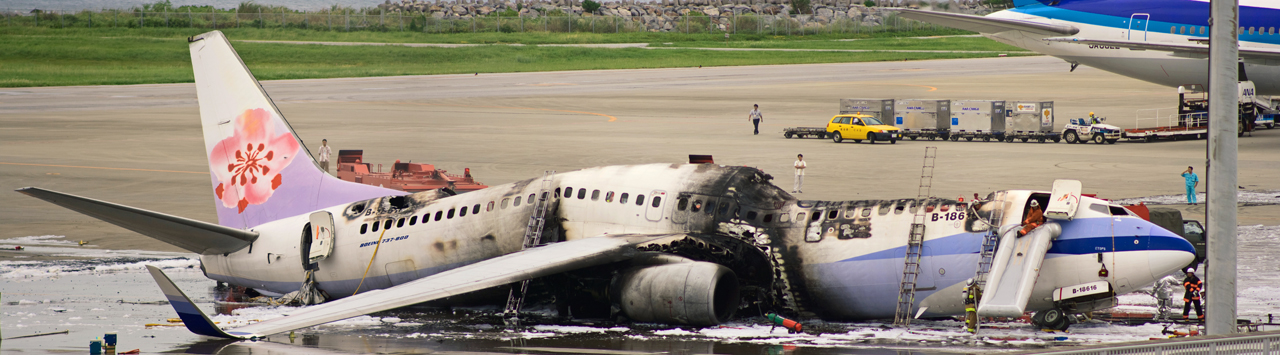
中华航空120号班机

- 2007年8月20日，執飛中华航空120号班机的一架波音737-800，在日本冲绳县那霸机场降落后，右翼的二号引擎突然起火。机上157名乘客与8名機组人员都顺利疏散逃生后，飞机旋即爆炸並陷入火海。共4人受伤送医，其中包括2名职员。
- 2008年11月10日，執飛瑞安航空4102号班机的一架波音737-800，在羅馬錢皮諾機場進行緊急著陸時，飛機的後機身和左側起落架受損。緊急著陸的原因是飛機遭到鳥擊，並影響其上的兩具引擎。[27][28]機上共有166名乘客和6名機組人員，有兩人受到輕傷並送醫。[29][30]
- 2009年2月25日，執飛土耳其航空1951号班机的一架波音737-800在即將降落阿姆斯特丹史基浦機場時墜毀，機身斷成三截，沒有造成火災。共有86人受傷、9人死亡(5名乘客、4名機組人員)。造成事故的主因是一具故障的高度計，它的錯誤讀數造成自動油門在降落前過早減低推力，導致飛機失速墜毀。[31]
- 2009年12月22日，一架美国航空波音737客机在牙买加首都金斯敦国际机场降落时冲出跑道，折成两截，事故没有造成人员死亡，但有40人受伤。
- 2010年1月25日，埃塞俄比亞航空409号班机，一架波音737-800从黎巴嫩贝鲁特－拉菲克·哈里里国际机场起飞后不久坠毁于地中海，机上90人失踪。
- 2010年5月22日，印度航空快运812号班机空难，一架波音737-800在印度南部城市芒格洛尔机场降落时冲出跑道坠入山地失事，客机左翼起火，机上共载有166人，其中包括160名乘客（4名婴儿）以及6名机组人员，有159人遇难，7人幸存。[32]
- 2010年8月16日，LAN哥倫比亞航空8250號班機空難，一架波音737-700在格斯塔沃·羅傑斯·屏尼拉國際機場降落时遭遇风暴坠毁，造成2人死亡，119人受伤。
- 2011年7月30日，加勒比航空523号航班事故，一架波音737-800型客机在圭亚那喬治敦國際機場雨天降落时冲出跑道并撞上机场围栏，机身断成两截；机上157名乘客和6名机组人员中1人重伤，多人轻伤，无人死亡。[33][34][35][36]
- 2016年3月19日，迪拜航空一架从阿联酋迪拜飞往俄罗斯顿河畔罗斯托夫的波音737-800客机在俄罗斯境内顿河畔罗斯托夫机场降落时坠毁。机上有55名乘客，7名机组成员，共62人，全部遇难。
- 2018年4月17日，西南航空1380号班机空难，一架从纽约飞往达拉斯的波音737-700途中左侧引擎突然爆炸，并瞬间炸穿其中一扇窗户，导致窗前乘客几乎被吸出窗外。尽管飞机最终紧急降落费城机场，但还是导致一人遇难。[37]
- 2018年9月27日，紐幾內亞航空73號班機空難，一架從東京飛往莫爾茲比港的波音737-800在降落時墜入海中。儘管救援人員確認全機36名乘客全部安全，但巴布新幾內亞航空還是在次日發表聲明表示一人失蹤。之后失踪乘客被找到并确认已遇难。
- 2020年1月8日，乌克兰国际航空752号班机空难一架从德黑兰飞往基辅的波音737-800在起飞两分钟后坠毁，机上180人全部遇难。1月11日，发射导弹的伊朗革命卫队承认，客机是被伊朗“无意中”击落的。
- 2020年2月5日，飞马航空2193号班机空难，一架从伊兹密尔飞往伊斯坦堡的波音737-800在降落时冲出跑道并断成三截。机上183人中有3人遇难，179人受伤。[38]。
- 2022年3月21日，中国东方航空5735号班机空难，一架从昆明长水机场飞往广州白云机场的波音737-800（注册号：B-1791）在途中坠毁于广西梧州藤县。机上人员共132人全部遇难，其中旅客123人、机组9人。[39]3月27日，飞机两个黑匣子均已被找到。[40][41]事故原因仍在调查中。[42][43]
- 2024年12月29日，济州航空2216号班机空难，一架从素万那普机场飞往务安国际机场的波音737-800（注册号：HL8088）在機腹著陸时冲出跑道撞上儀器降落系統（ILS）天線的混凝土基座，导致飛機爆炸起火损毁。机上载有175名乘客和6名机组人员，179人罹難，2人生還。事故原因仍在調查。[44]

## 性能规格
|                        | 737-600 | 737-700 737-700ER                                                                                              | 737-800 | 737-900ER |                |
| ---------------------- | --- | --- | --- | --- | -------------- |
| 机师数                 | 2 | 2 | 2 | 2 |                |
| 座位数                 | 130（一級座艙配置） 108（二級座艙配置）                                                                        | 148（一級座艙配置） 128（二級座艙配置）                                                                        | 189（一級座艙配置） 162（二級座艙配置）                                                                        | 215（一級座艙配置） 177（二級座艙配置）                                                                        |                |
| 座位间距               | 30吋（一級座艙配置緊密型）；32吋（一級座艙配置標準型）；34吋（二級座艙配置商務艙）；36吋（二級座艙配置頭等艙） | 30吋（一級座艙配置緊密型）；32吋（一級座艙配置標準型）；34吋（二級座艙配置商務艙）；36吋（二級座艙配置頭等艙） | 30吋（一級座艙配置緊密型）；32吋（一級座艙配置標準型）；34吋（二級座艙配置商務艙）；36吋（二級座艙配置頭等艙） | 30吋（一級座艙配置緊密型）；32吋（一級座艙配置標準型）；34吋（二級座艙配置商務艙）；36吋（二級座艙配置頭等艙） |                |
| 座位宽度               | 17.2吋（一級座艙配置6座並排）                                                                                  | 17.2吋（一級座艙配置6座並排）                                                                                  | 17.2吋（一級座艙配置6座並排）                                                                                  | 17.2吋（一級座艙配置6座並排）                                                                                  |                |
| 总长度                 | 102呎6吋（31.2米）                                                                                             | 110呎4吋（33.6米）                                                                                             | 129呎6吋（39.5米）                                                                                             | 138呎2吋（42.1米）                                                                                             |                |
| 翼展                   | 117呎5吋（35.79米）                                                                                            | 117呎5吋（35.79米）                                                                                            | 117呎5吋（35.79米）                                                                                            | 117呎5吋（35.79米）                                                                                            |                |
| 高度                   | 41呎3吋（12.6米）                                                                                              | 41呎2吋（12.56米）                                                                                             | 41呎2吋（12.56米）                                                                                             | 41呎2吋（12.56米）                                                                                             |                |
| 后掠翼                 | 25.00° | 25.00° | 25.00° | 25.00° |                |
| 展弦比                 | 9.45 | 9.45 | 9.45 | 9.45 |                |
| 机身宽                 | 12呎4吋（3.76米）                                                                                              | 12呎4吋（3.76米）                                                                                              | 12呎4吋（3.76米）                                                                                              | 12呎4吋（3.76米）                                                                                              |                |
| 机身高                 | 13呎2吋（4.01米）                                                                                              | 13呎2吋（4.01米）                                                                                              | 13呎2吋（4.01米）                                                                                              | 13呎2吋（4.01米）                                                                                              |                |
| 座舱最大宽度           | 11呎7吋（3.54米）                                                                                              | 11呎7吋（3.54米）                                                                                              | 11呎7吋（3.54米）                                                                                              | 11呎7吋（3.54米）                                                                                              |                |
| 座舱高度               | 7呎3吋（2.20米）                                                                                               | 7呎3吋（2.20米）                                                                                               | 7呎3吋（2.20米）                                                                                               | 7呎3吋（2.20米）                                                                                               |                |
| 空重                   | 80,031磅（36,378公斤）                                                                                         | 84,100磅（38,147公斤）                                                                                         | 91,108磅（41,413公斤）                                                                                         | 98,495磅（44,676公斤）                                                                                         |                |
| 最大起飞重量           | 145,500磅（66,000公斤）                                                                                        | 基本型：154,500磅（69,000公斤） ER型：171,000磅（77,565公斤）                                                  | 174,200磅（79,010公斤）                                                                                        | 187,700磅（85,130公斤）                                                                                        |                |
| 最大降落重量           | 121,500磅（55,112公斤）                                                                                        | 128,928磅（58,604公斤）                                                                                        | 146,300磅（66,361公斤）                                                                                        | 146,300磅（66,361公斤）                                                                                        |                |
| 载货量                 | 756立方呎（21.4立方米）                                                                                        | 966立方呎（27.3立方米）                                                                                        | 1,031立方呎（29.2立方米）                                                                                      | 1,852立方呎（52.5立方米）                                                                                      |                |
| 最大重量起飞所需跑道长 | 8,016呎（2,400米）                                                                                             | 8,283呎（2,480米）                                                                                             | 8,694呎（2,650米）                                                                                             | 8,694呎（2,650米）                                                                                             |                |
| 实用升限               | 41,000呎（12,500米）                                                                                           | 41,000呎（12,500米）                                                                                           | 41,000呎（12,500米）                                                                                           | 41,000呎（12,500米）                                                                                           |                |
| 巡航速率               | 0.78馬赫（514mph／828km/h）                                                                                    | 0.78馬赫（514mph／828km/h）                                                                                    | 0.78馬赫（514mph／828km/h）                                                                                    | 0.78馬赫（514mph／828km/h）                                                                                    |                |
| 最大速率               | 0.82馬赫（544mph／876km/h／473節）                                                                             | 0.82馬赫（544mph／876km/h／473節）                                                                             | 0.82馬赫（544mph／876km/h／473節）                                                                             | 0.82馬赫（544mph／876km/h／473節）                                                                             |                |
| 满载航距               | 3,050海浬（5,648公里）                                                                                         | 基本型：3,365海浬（6,230公里） WL型：3,900海浬（7,220公里） ER型：5,510海浬 (10,205公里)                       | 3,115海浬（5,765公里）                                                                                         | 一級座艙配置：2,700海浬（4,996公里）； 二級座艙配置：3,200海浬（5,925公里） 連2個輔助油箱                      |                |
| 最大燃料容量           | 6,875美國加侖（26,020升）                                                                                      | 6,875美國加侖（26,020升）                                                                                      | 6,875美國加侖（26,020升）                                                                                      | 7,837美國加侖（29,660升）                                                                                      |                |
| 发动机（x2）           | CFM 56-7B20 | CFM 56-7B26 | CFM 56-7B27 | CFM 56-7B27 |                |
| 发动机最大推力（x2）   | 20,600磅（91.6千牛頓）                                                                                         | 26,300磅（116千牛頓）                                                                                          | 27,300磅（121.4千牛頓）                                                                                        | 27,300磅（121.4千牛頓）                                                                                        |                |
| 发动机巡航推力（x2）   | 5,210磅（23.18千牛頓）                                                                                         | 5,480磅（24.38千牛頓）                                                                                         | 5,480磅（24.38千牛頓）                                                                                         | 5,480磅（24.38千牛頓）                                                                                         |                |
| 风扇翼尖直径           | 61寸（1.55米）                                                                                                 | 61寸（1.55米）                                                                                                 | 61寸（1.55米）                                                                                                 | 61寸（1.55米）                                                                                                 |                |
| 发动机长度             | 98.7吋（2.49米）                                                                                               | 98.7吋（2.49米）                                                                                               | 98.7吋（2.49米）                                                                                               | 98.7吋（2.49米）                                                                                               |                |
| 发动机离地高度         | 18吋（46厘米）                                                                                                 | 18吋（46厘米）                                                                                                 | 18吋（46厘米）                                                                                                 | 19吋（48厘米）                                                                                                 | 19吋（48厘米） |

資料來源：波音737規格、737報表

### 引用
1. 1 2 3  . www.boeing.com. Boeing.   [July 29, 2015]. （原始内容存档于2013-12-01）.
2. 1 2 3 4  "737 Model Orders and Deliveries data." （页面存档备份，存于） Boeing, January 2011. Retrieved: February 7, 2011.
3. ↑  Endres 2001，第132頁
4. 1 2 3 4  Shaw 1999，第8頁
5. ↑  Endres 2001, p. 133.
6. ↑  Shaw 1999, pp. 14–15.
7. ↑  Wilhelm, Steve. "Mindful of rivals, 波音keeps tinkering with its 737." （页面存档备份，存于） Orlando Business Journal,  August 11, 2008. Retrieved: August 30, 2009.
8. ↑  "波音Next-Generation 737 Carbon Brakes Earn FAA Certification." （页面存档备份，存于） 波音Press Release, August 4, 2008. Retrieved: August 30, 2009.
9. ↑  "Report alleges faulty parts in jets." （页面存档备份，存于） United Press International, August 21, 2006. Retrieved: August 22, 2006.
10. ↑  Al Jazeera English  "波音Safety Claims Investigated" （页面存档备份，存于）. youtube.com, December 15, 2010
11. ↑  .   [2010-09-17]. （原始内容存档于2010-09-20）.
12. ↑  "Next-Generation 737 Production Winglets." （页面存档备份，存于） boeing.com. Retrieved: February 10, 2008.
13. ↑  "波音737-600/700." （页面存档备份，存于） airliners.net. Retrieved: February 4, 2008.
14. ↑  "U.S. Naval Reserve Gets First Look at Newest Class of飞机." （页面存档备份，存于） DefenseLink (U.S. Department of Defense). Retrieved: January 21, 2008.
15. ↑  .   [2011-03-11]. （原始内容存档于2012-10-14）.
16. ↑  .   [2011-03-11]. （原始内容存档于2019-05-22）.
17. ↑  "World Airliner Census". Flight International, pp. 26–49.  August 24–30, 2010.
18. ↑  .   [2019-10-11]. （原始内容存档于2020-10-20）.
19. ↑  .   [2019-10-11]. （原始内容存档于2020-11-28）.
20. ↑  .   [2019-10-11]. （原始内容存档于2020-07-17）.
21. ↑  .   [2019-10-25]. （原始内容存档于2019-11-27）.
22. ↑  .   [2019-11-12]. （原始内容存档于2020-07-17）.
23. ↑  "Accident statistics for 波音737-600." （页面存档备份，存于） aviation-safety.net. Retrieved: May 22, 2010.
24. ↑  "Accident statistics for 波音737-700." （页面存档备份，存于） aviation-safety.net. Retrieved:  May 22, 2010.
25. ↑  "Accident statistics for 波音737-800." （页面存档备份，存于） aviation-safety.net. Retrieved: May 22, 2010.
26. ↑  "Accident statistics for 波音737-900." （页面存档备份，存于） aviation-safety.net Retrieved: May 22, 2010.
27. ↑  Kaminski-Morrow, David. "Pictures: Bird-struck 瑞安航空 737 extensively damaged." flightglobal.com. Retrieved: November 13, 2008.
28. ↑  "Bird-hit jet in emergency landing." （页面存档备份，存于） BBC News Online, November 11, 2008. Retrieved: August 30, 2009.
29. ↑  "Accident description." （页面存档备份，存于） Aviation Safety Network. Retrieved: November 11, 2008.
30. ↑  Hradecky, Simon. "Accident: 瑞安航空 B738 at Rome on Nov 10th 2008, engine and landing gear trouble, temporarily departed runway." （页面存档备份，存于） The Aviation Herald, November 11, 2008. Retrieved: August 30, 2009.
31. ↑  Kaminski-Morrow, David. "Crashed Turkish 737's thrust fell after sudden altimeter step-change." （页面存档备份，存于） flightglobal.com, April 3, 2009. Retrieved: August 30, 2009.
32. ↑  .   [2011-03-11]. （原始内容存档于2010-05-26）.
33. ↑  Terror at CJIA… Caribbean Airlines plane crashes on landing （页面存档备份，存于） Kaieteur News with pictures
34. ↑  . Yahoo News. 2011-07-30  [2015-04-24]. （原始内容存档于2012-11-05）.
35. ↑  . CTVNews.   [2015-04-24]. （原始内容存档于2012-07-28）.
36. ↑  Caribbean Airlines News Releases 的存檔，存档日期2011-09-03.
37. ↑   （页面存档备份，存于），CBC News
38. ↑  .   [2020-02-06]. （原始内容存档于2020-08-05）.
39. ↑  新华社. . 新华网.   [2022-03-26]. （原始内容存档于2022-03-26）.
40. ↑  . 新华网. 新华社. 2022-03-23  [2022-03-23]. （原始内容存档于2022-03-24）.
41. ↑  . 新华网.   [2022-03-27]. （原始内容存档于2022-03-27）.
42. ↑  . 中国民航网. 2022-03-23  [2022-03-23]. （原始内容存档于2022-03-23）.
43. ↑  央视新闻. . 澎湃新闻. 2022-03-27  [2022-03-27]. （原始内容存档于2022-03-27）.
44. ↑  Bae, Yoonjung Seo, Gawon. . CNN. 2024-12-29  [2024-12-29]. （原始内容存档于2025-01-04） （英语）.
45. 1 2  波音737 Airplane Characteristics for Airport Planning （页面存档备份，存于）, 波音商用飞机.
46. ↑  波音737 Technical Information （页面存档备份，存于）, 波音商用飞机.